# Vila (Portugal)
Vila ([ˈvilɐ], von lateinisch villa „Landgut“) ist in Portugal die Bezeichnung für eine Gemeinde (Freguesia) als Kleinstadt von besonderem Siedlungsgewicht und mit einer Mindestinfrastruktur. Das Recht einer Gemeinde, sich als Vila zu bezeichnen, wird durch Parlamentsbeschluss verliehen. Die Voraussetzungen hierfür sind in einem Gesetz Nr. 11/82 vom 2. Juni 1982 geregelt. Mit der Verleihung dieses Rechts ist keine administrative oder funktionelle Änderung der Rechtsstellung der Gemeinde verbunden, sie erschöpft sich im Titularrecht. Größere Gemeinden (ab 8.000 wahlberechtigte Einwohner), die zudem höhere Anforderungen an eine städtische Infrastruktur erfüllen, können zur Cidade ernannt werden. Von einzelnen Voraussetzungen, insbesondere der Mindestgröße, kann abgesehen werden, wenn der Gemeinde aus anderen Gründen, hier vor allem historischen, ein besonderes Gewicht zukommt. Auch mehrere Gemeinden können eine Vila bilden, ohne dass hierdurch aber die Rechtsstellung der Gemeinden verändert werden würde. In Portugal gibt es 572 Vilas (Stand 2010).

## Voraussetzungen
Zur Vila kann eine Gemeinde grundsätzlich nur ernannt werden, wenn sie folgende Voraussetzungen erfüllt:
- der Ort muss mindestens 3.000 wahlberechtigte Einwohner haben

sowie wenigstens über die Hälfte der folgenden öffentlichen Einrichtungen verfügen:
- eine Arztpraxis
- eine Apotheke
- ein kulturelles Zentrum
- öffentliche Verkehrsmittel
- eine Niederlassung des portugiesischen Postdienstes
- ein Hotel und Einkaufsmöglichkeiten
- mindestens eine Schule
- mindestens eine Bank

## Geschichtliche Bedeutung
In der portugiesischen Geschichte wurden mit Vila Siedlungen bezeichnet, denen im Hinblick auf ihre Größe und ihr Gewicht eine über Dörfer hinausgehende Bedeutung zukam. Sie erhielten durch den König oder auch Standesherren einen Freibrief (Foral), der die eigenen Verwaltungsrechte wie auch Tributspflichten festlegte, vergleichbar den mitteleuropäischen Stadtrechten. Hieraus sind dann die Vilas als Städte entstanden, zumeist mit auf ihre Angelegenheiten beschränkter Selbstverwaltung und einer eigenen niederen Gerichtsbarkeit. Unter König Manuel I. (1469–1521) wurde zwischen 1510 und 1515 in weiten Bereichen Portugals das Stadtrecht neugeordnet und die meisten Vilas erhielten ein neues Stadtstatut. Hierauf beruht, dass viele alte Städte die Bezeichnung "Vila" auch als Namensbestandteil führen. In heutiger Zeit sind mit der Stellung als Vila aber keine besonderen Rechte mehr verbunden.
Die Bezeichnungen Vila (Kleinstadt) und Cidade (Stadt) wird auch in den ehemaligen portugiesischen Kolonien zum Teil noch fortgeführt, insbesondere in Angola.